# Ma Jolie
Ma Jolie è un'opera realizzata a olio su tela (100x65,4 cm) nel 1911-1912 dal pittore spagnolo Pablo Picasso. È conservata al Museum of Modern Art
di New York.
La tela appartiene al periodo cubista di Picasso ed è dedicata a Eva Gouel, amante dell'artista. La scritta Ma Jolie, che compare in basso, era il ritornello di una popolare canzonetta del tempo.